# ألفارو باتشيكو
ألفارو باتشيكو هو لاعب كرة قدم ومدرب كرة قدم برتغالي، ولد في 25 يونيو 1971 في ليكسا في البرتغال.وفي يوليو 2024 تولى تدريب نادي العروبة السعودي.

## وصلات خارجية
- ألفارو باتشيكو على موقع قاعدة بيانات كرة القدم.إي يو (الإنجليزية)
- ألفارو باتشيكو على موقع Soccerway.com (الإنجليزية)
- ألفارو باتشيكو على موقع عالم كرة القدم.نت (الإنجليزية)